# Shafqat Ali
Pour les articles homonymes, voir Ali.
Shafqat Ali est un entrepreneur, courtier immobilier et homme politique canadien. Il représente la circonscription de Brampton-Centre de 2021 à 2025 et la circonscription de Brampton—Chinguacousy Park depuis 2025 sous la bannière du Parti libéral du Canada.

## Biographie
Ali immigre au Canada dans sa jeunesse et est élevé par sa mère à la suite de la mort de son père alors qu'il avait 10 ans. Il se porte candidat pour le Parti libéral du Canada dans la circonscription de Brampton-Centre en vue des élections canadiennes de 2021 pour remplacer le libéral devenu indépendant Ramesh Sangha. Il affronte, entre autres, le conservateur Jagdeep Singh. Il remporte la course et devient député à la Chambre des communes.
Lors de la course à la direction du Parti libéral du Canada de 2025, Ali soutient Mark Carney. Il est par la suite élu dans la nouvelle circonscription de Brampton—Chinguacousy Park lors des élections générales d'avril 2025.